# Гезер Бергсма
Гезер Бергсма (англ. Heather Bergsma, до шлюбу Річардсон, англ. Richardson) — американська ковзанярка, олімпійська медалістка, багаторазова чемпіонка світу та призерка чемпіонатів світу. 
Бронзову олімпійську медаль Бергсма виборола в складі збірної США на Пхьончханській олімпіаді 2018 року в командній гонці переслідування.
Одружена з нідерландським ковзанярем Йоррітом Бергсмою.

## Зовнішні посилання
- Досьє на speedskatingnews [Архівовано 1 квітня 2018 у Wayback Machine.]

## Виноски
1. ↑  Women's team pursuit results (PDF). Архів оригіналу (PDF) за 22 лютого 2018. Процитовано 1 квітня 2018.